# Gandalf (groupe américain)
Pour les articles homonymes, voir Gandalf (homonymie).
Gandalf est un groupe américain de rock psychédélique, originaire de New York. Les activités du groupe ne durent qu'entre 1965 et 1968.

## Biographie
Le groupe se constitue en 1965, à New York, sous le nom The Rahgoos. Leurs reprises inhabituelles de standards, notamment Golden Earrings, les font connaître sur la scène new-yorkaise de Greenwich Village. En 1967, les Rahgoos décrochent un contrat avec une filiale de Capitol Records, qui exige qu'ils changent de nom. « Gandalf » est adopté sur la suggestion du batteur Davey Bauer, en pleine lecture du Hobbit de J. R. R. Tolkien.
Gandalf entre en studio fin 1967 pour enregistrer un premier album, essentiellement composé de reprises, avec deux compositions du guitariste Peter Sando. Toutefois, des problèmes de production entraînent un retard de plusieurs mois, et lorsque l'album sort enfin, début 1969, dans l'indifférence quasi-générale, les membres du groupe se sont déjà séparés.
Au fil du temps, Gandalf acquiert une réputation d'album-culte, et il est réédité en 2002 chez Sundazed Records, qui publie cinq ans plus tard Gandalf II, une compilation réunissant des titres enregistrés en concert, des démos et d'autres raretés.

## Membres
- Peter Sando - guitare
- Frank Hubach - claviers
- Bob Muller - basse
- Davy Bauer - batterie